# Les Martres-d’Artière
Les Martres-d’Artière [le maʁtʁ daʁtjɛʁ] ist eine französische Gemeinde im Département Puy-de-Dôme in der Region Auvergne-Rhône-Alpes im Zentrum Frankreichs. Die Gemeinde gehört zum Arrondissement Riom, ist Teil des Kantons Aigueperse (bis 2015: Kanton Pont-du-Château) und hat 2.237 Einwohner (Stand: 1. Januar 2022), die Martrois genannt werden.

## Geographie
Les Martres-d’Artière liegt etwa 14 Kilometer nordwestlich von Clermont-Ferrand. Der Allier, in den hier der Artière mündet, begrenzt die Gemeinde im Osten. Les Martres-d’Artière wird umgeben von den Nachbargemeinden Lussat im Norden und Westen, Chavaroux im Norden, Joze im Nordosten, Beauregard-l’Évêque im Osten sowie Pont-du-Château im Süden und Südwesten.
Durch die Gemeinde führen die Autoroute A89, Autoroute A711 und die frühere Route nationale 493 (heutige D1093).

## Bevölkerungsentwicklung
| Jahr                       | 1962 | 1968 | 1975 | 1982 | 1990 | 1999 | 2006 | 2018 |
| Einwohner                  | 713  | 688  | 806  | 1100 | 1206 | 1315 | 1758 | 2135 |
| Quellen: Cassini und INSEE |      |      |      |      |      |      |      |      |

## Sehenswürdigkeiten
- Kirche Sacré-Cœur
- Brunnen Cormède